# Biliverdin
Biliverdin je zeleni pigment,  jedan od međuprodukata razgradnje molekule hema.
Biliverdin se sastoji od četiri linearno povezana pirolna prstena, a nastaje u makrofazima iz molekule verdoglobin, nakon što se oslobode globin i željezo. Biliverdin ima kemijsku formulu C33H34N4O6, i vodotopljive je. Iz biliverdina djelovanjem enzima biliverdin reduktaza nastaje bilirubin.
Biliverdin nalazimo u modricama (hematom) i žuči, gdje je djelomično zaslužan za njihovo obojenje.